# Flotacja

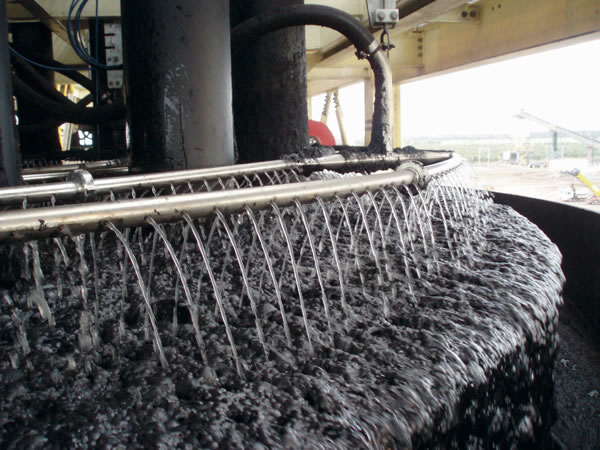
Flotacja pianowa węgla w komorze Jamesona

Flotacja (z ang. float – wypływać) – metoda rozdziału rozdrobnionych ciał stałych, wykorzystująca różnice w zwilżalności składników. Produktem flotacji jest tzw. koncentrat flotacyjny.

## Przebieg procesu
W praktyce przemysłowej mieszaniną ciał stałych jest najczęściej kopalina, a cieczą woda. Rozdrobniony materiał wsypuje się do zbiornika maszyny flotacyjnej (flotownika) poddając równocześnie aeracji. Cząstki trudno zwilżalne otaczają się w większym stopniu pęcherzykami powietrza niż łatwo zwilżalne, dzięki czemu unoszą się na powierzchnię, skąd zbierane są w postaci piany. Odpowiednie warunki fizykochemiczne, poprawiające efektywność flotacji wymuszonej, zapewniają tzw. odczynniki flotacyjne. Dzielą się one na trzy główne grupy:
- spieniacze – związki organiczne, które adsorbują się na granicy rozdziału ciecz-gaz, obniżając napięcie powierzchniowe i umożliwiając tworzenie się obfitej piany,
- zbieracze – adsorbują się selektywnie na powierzchni ziaren tylko wybranych minerałów, hydrofobizując ich powierzchnię i w efekcie umożliwiają ich skuteczne wyniesienie do piany,
- modyfikatory – przeważnie związki nieorganiczne, które mają za zadanie regulację działania zbieraczy w kierunku polepszenia skuteczności i selektywności flotacji (aktywatory, depresory, regulatory pH).

Flotacja jest również stosowana w trakcie recyclingu makulatury lub podczas oczyszczania wody i ścieków. Jest stosowana np. w Zakładzie Północnym Przedsiębiorstwa Wodociągów i Kanalizacji w Warszawie.
Proces flotacji jest stosowany także w przemyśle górniczym do odzysku substancji węglowej z obiegu wodno-mułowego w kopalniach węgla kamiennego. Otrzymuje się tzw. koncentrat flotacyjny, a pozostała zawiesina, która zawiera jeszcze niewielkie ilości węgla, kierowana jest do osadników, gdzie odzyskuje się tzw. muł węglowy.
W Polsce przez flotację wzbogacane są m.in. rudy miedzi wydobywane w kopalniach KGHM. Odpady tego procesu przechowywane są w zbiorniku Żelazny Most, a koncentrat przerabiany w hutach miedzi "Głogów" i "Legnica".